# Dimos Zografos
Dimos Zografos (Zografos) är en kommun i Grekland.   Den ligger i prefekturen Nomarchía Athínas och regionen Attika, i den sydöstra delen av landet, 7 km öster om huvudstaden Aten. Antalet invånare är 71 026. Arean är 9,6 kvadratkilometer. Dimos Zografos gränsar till Aten.
Terrängen i Dimos Zografos är platt åt nordväst, men åt sydost är den kuperad.